# Mike Mareen

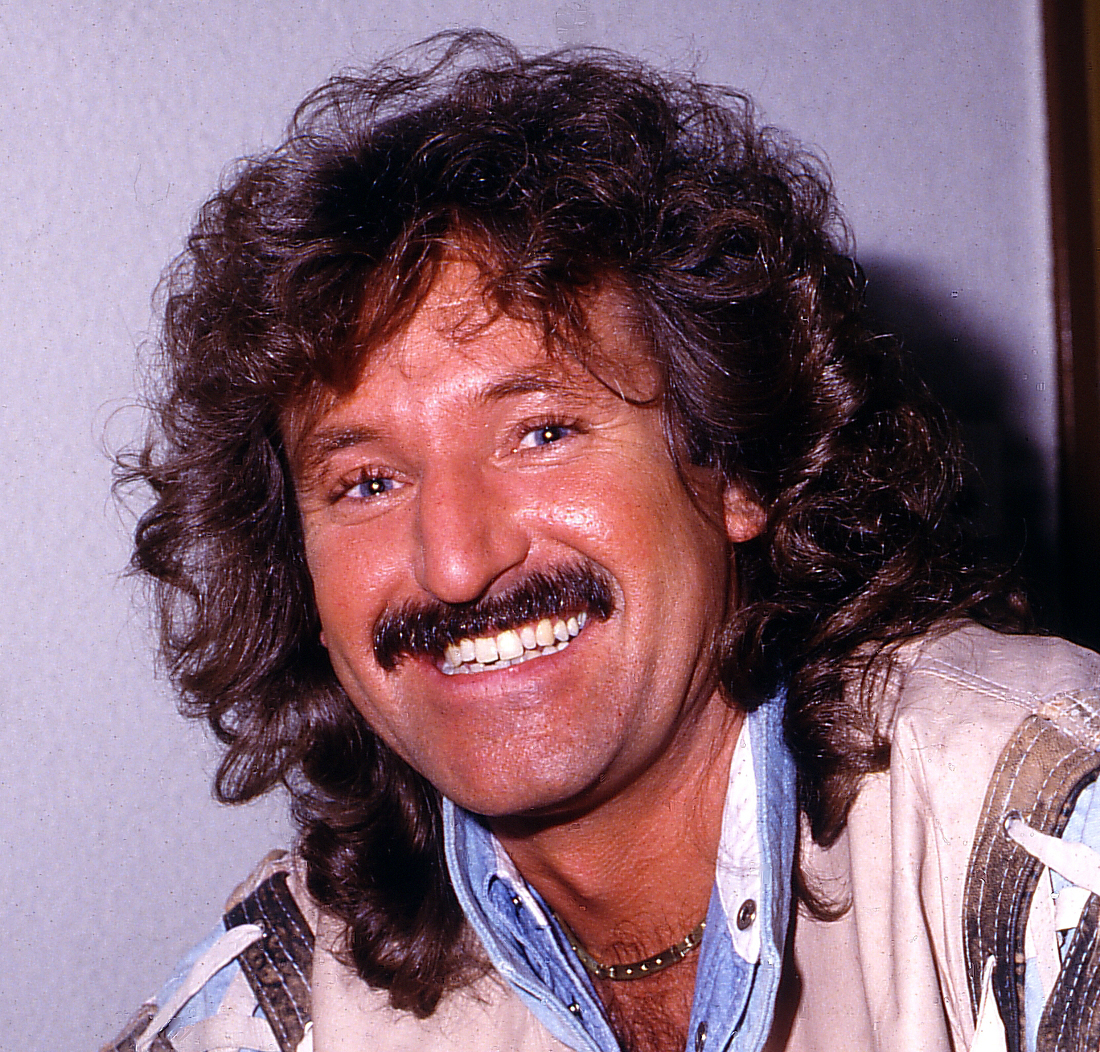
Mike Mareen bei seiner Promo-Tour für seine 1987er Single Agent of Liberty

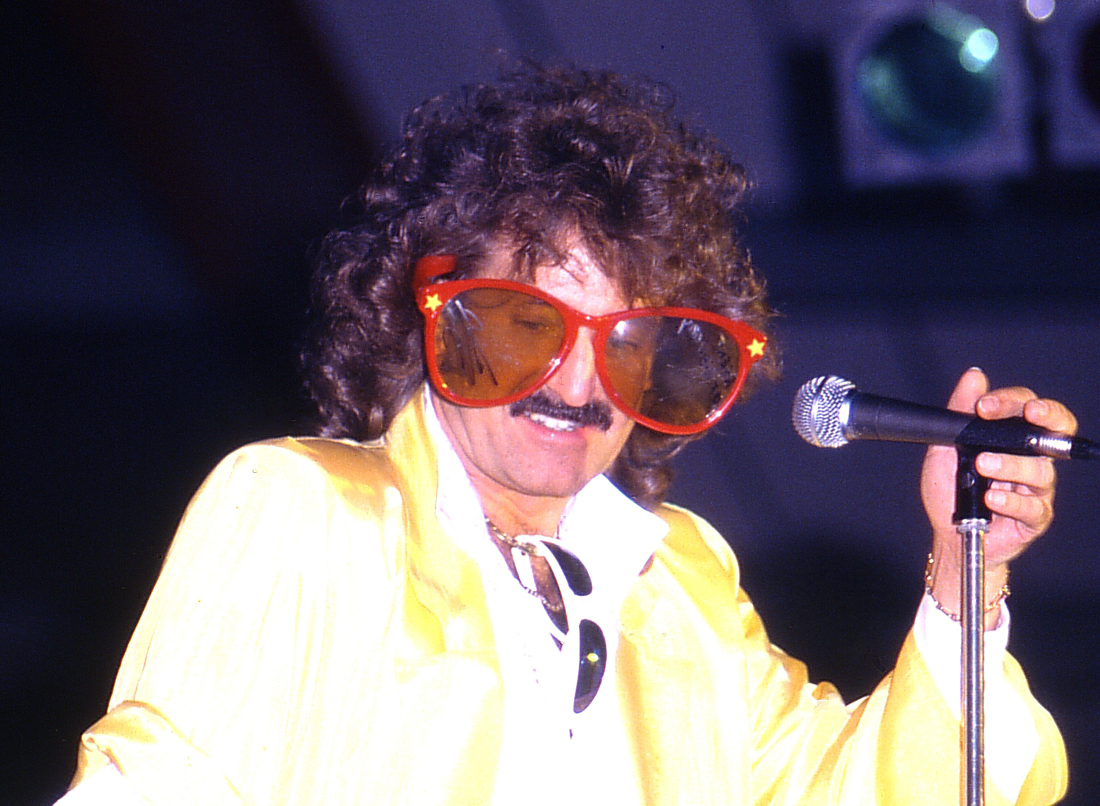
Mike 1987 bei einem Live-Auftritt in Zürich

Mike Mareen (* 9. November 1949 in Berlin, bürgerlich Uwe-Michael Wischhof) ist ein deutscher Popsänger und Musikproduzent. Mitte der 1980er Jahre hatte er einige Hits im Italo-Disco-Stil.

## Biografie
Uwe-Michael Wischhoff wuchs in Lüneburg auf. Als Schlagzeuger der Band Cemetery Institution trat er unter anderem im Hamburger Star-Club auf. Später wurde er Seemann und gelangte so in die Vereinigten Staaten, wo er mehrere Jahre in New York lebte und in einigen Bands spielte. Zurück in Deutschland nahm er Schauspiel- und Klavierunterricht.
Unter dem Künstlernamen Mike Mareen erschien 1974 die Schlager-Single Für dich fang ich heut’ ein neues Leben an. Es folgten weitere Veröffentlichungen, darunter 1976 Mama Leone, das erst zwei Jahre später, in der von Bino gesungenen Fassung, zum Hit wurde.
1982 gründete Mareen das Plattenlabel Night ’n’ Day, um Nachwuchskünstlern beim Einstieg ins Musikgeschäft zu helfen. 1985 erschien mit Unterstützung der Produzenten Chris J. Evans und Ironside die Italo-Disco-Single Dancing in the Dark, die in 27 Ländern Platz 1 der Dance-Charts erreichte.
Der kommerzielle Durchbruch gelang im Sommer 1986 mit der Single Love Spy, die weltweit etwa 6,5 Millionen Mal verkauft wurde. Der Song platzierte sich in den Top 20 der deutschen Singlecharts und in den Top 50 der US-amerikanischen Hot-Dance-Charts. Anfang 1987 stieg die Nachfolgesingle Agent of Liberty in die deutschen Top 30.
Neben seiner Gesangskarriere war Mareen auch als Produzent tätig, u. a. für den italienischen Sänger Silvano Pulignano (DJ’s Project) und das Italo-Disco-Projekt, für den 4-fachen Sandbahn-Speedway-Weltmeister Egon Müller alias Amadeus Liszt sowie für die kanadische Sängerin Shipra.
Nach einer längeren Pause erschien 2004 das Comebackalbum Darkness and Light. Außerdem gab Mareen wieder Konzerte, z. B. 2004 in Mexiko vor rund 25.000 und Ende 2005 in Moskau und St. Petersburg vor jeweils 35.000 Zuschauern.

## Diskografie

### Alben
- 1979: Mike Mareen 70’s
- 1985: Dance Control
- 1986: Love Spy Remix
- 1987: Let’s Start Now
- 1988: Synthesizer Control
- 2004: Darkness and Light - The Album (vs. Da-Freaks)

### Kompilationen
- 1998: The Best of Mike Mareen
- 2002: DeLuxe Collection
- 2007: Greatest Hits
- 2010: Essential (2 CDs)

### Singles
- 1974: Für dich fang ich heut’ ein neues Leben an
- 1975: Wo bist du gestern gewesen?
- 1976: Mama Leone
- 1976: England, England
- 1977: Sunshine of Your Smile
- 1977: Hey, Galaxy Man
- 1979: Here Comes the Music
- 1983: Cecilia
- 1984: Dancing in the Dark
- 1985: Here I Am (Megatrain-Mix)
- 1985: Double Trouble
- 1986: Love-Spy
- 1986: Agent of Liberty
- 1987: Don't Talk to the Snake
- 1987: Powerplay / Cecilia
- 1988: Stand Up
- 1988: Lady Ecstasy
- 1989: Right into My Heart
- 1993: Love Spy / Back to Spy (als Mareen)
- 1999: TV Talk 2000
- 2003: Love Spy Reloaded 2004 (vs. Da-Freaks)

## Filmografie
- 1992: Herzsprung